# Yenkhoboy Fossae
Le Yenkhoboy Fossae sono una struttura geologica della superficie di Venere.